# Fikru Tefera
Fikru Tefera Lemessa (Amhaars: ፍቅሩ ተፈራ ለሜሳ; Addis Abeba, 24 januari 1986) is een Ethiopisch voetballer die bij voorkeur als spits speelt.

## Carrière
In 2009 tekende Tefera een contract voor drie seizoenen bij het Tsjechische Mladá Boleslav, maar voor het einde van zijn eerste seizoen bij de club werd het contract verbroken. Hij tekende in 2010 een contract bij Supersport United, maar mocht in 2011 weer vertrekken. Tefera was aanvoerder van het Ethiopisch voetbalelftal tijdens de CECAFA Cup 2012.
Op 12 oktober 2014 scoorde Tefera in de wedstrijd tegen Mumbai City FC het eerste doelpunt ooit in de Indian Super League. Op 25 oktober 2014 werd hij voor twee wedstrijden geschorst voor het geven van een kopstoot aan Grégory Arnolin in de wedstrijd tegen FC Goa.

## Erelijst

### MetSaint-George SA
| Competitie                | Winnaar | Winnaar          | Runner-up | Runner-up |
| Competitie                | Aantal  | Jaren            | Aantal    | Jaren     |
| ------------------------- | ------- | ---------------- | --------- | --------- |
| Nationaal                 |         |                  |           |           |
| Premier League (Ethiopië) | 2x      | 2004/05, 2005/06 |           |           |
| Ethiopische Super Cup     | 1x      | 2005             |           |           |

### MetSupersport United FC
| Competitie            | Winnaar | Winnaar | Runner-up | Runner-up |
| Competitie            | Aantal  | Jaren   | Aantal    | Jaren     |
| --------------------- | ------- | ------- | --------- | --------- |
| Nationaal             |         |         |           |           |
| Premier Soccer League | 1x      | 2008/09 |           |           |

### MetKuPS Kuopio
| Competitie | Winnaar | Winnaar | Runner-up | Runner-up |
| Competitie | Aantal  | Jaren   | Aantal    | Jaren     |
| ---------- | ------- | ------- | --------- | --------- |
| Nationaal  |         |         |           |           |
| Suomen Cup |         |         | 1x        | 2011      |

### MetAtlético de Kolkata
| Competitie          | Winnaar | Winnaar | Runner-up | Runner-up |
| Competitie          | Aantal  | Jaren   | Aantal    | Jaren     |
| ------------------- | ------- | ------- | --------- | --------- |
| Nationaal           |         |         |           |           |
| Indian Super League | 1x      | 2014    |           |           |